# Tyler Hoechlin

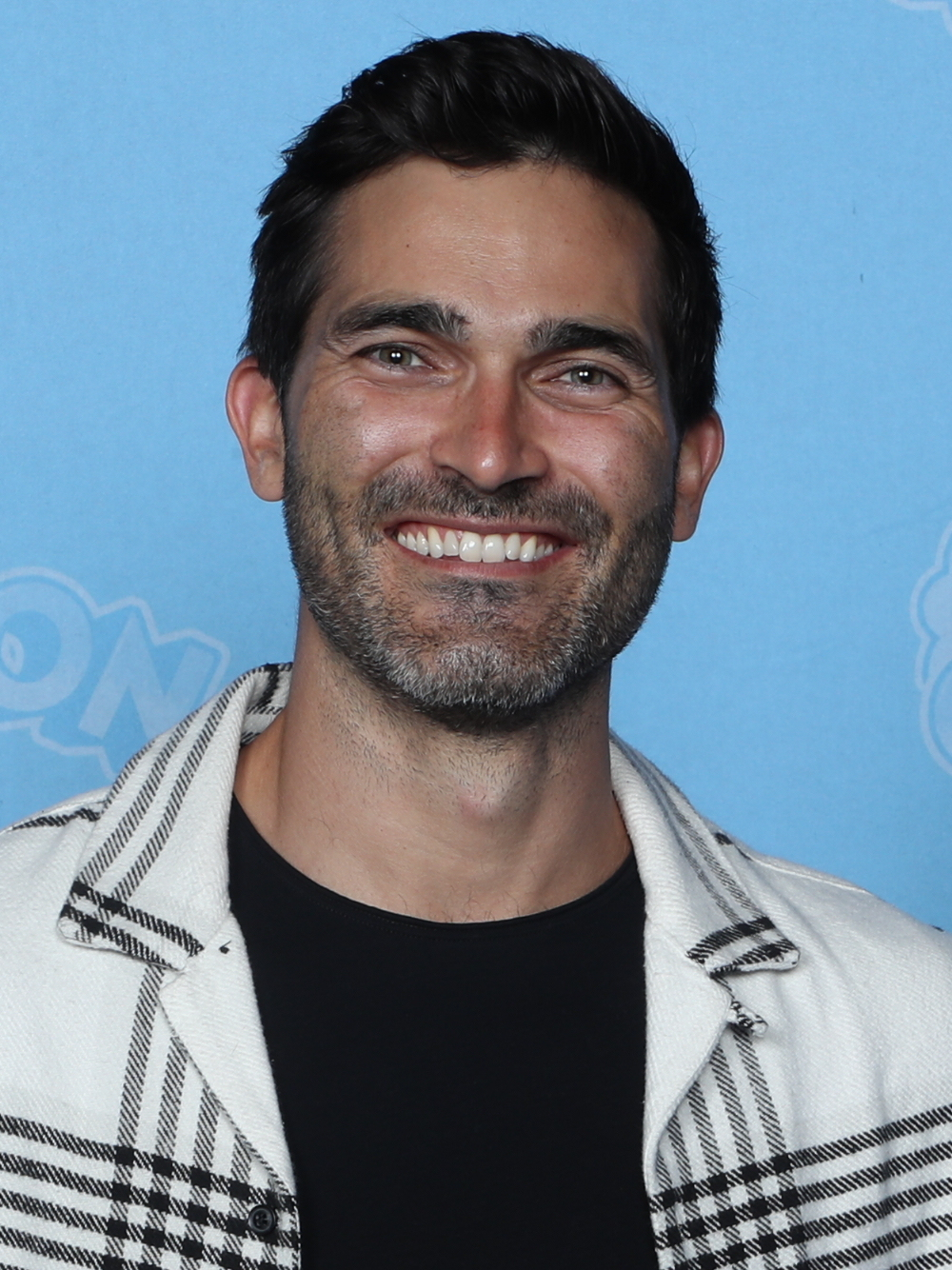
Tyler Hoechlin (2021)

Tyler Lee Hoechlin [ˈhɛklɪn] (* 11. September 1987 in Corona, Kalifornien) ist ein US-amerikanischer Filmschauspieler und ehemaliger Kinderdarsteller.

## Leben und Karriere
Hoechlin hat einen älteren Bruder (Travis), eine ältere Schwester (Carrie) und einen jüngeren Bruder (Tanner). Als Kind war er Mitglied einer Baseball-Mannschaft. Ab 1999 begann er, sich als Schauspieler einen Namen zu machen.
Sein Kinofilmdebüt hatte er 2002 in Sam Mendes’ Gangsterdrama Road to Perdition, in dem er den Filmsohn von Tom Hanks verkörperte. Mehr als 2.000 Jungen wurden gecastet, bevor Hoechlin die Rolle erhielt. Für seine Darstellung wurde er mit einem Young Artist Award ausgezeichnet und war für einen Saturn Award nominiert.
Zwischen 2003 und 2007 wirkte Hoechlin unter anderem in der Fernsehserie Eine himmlische Familie mit, wo er die Rolle des Martin Brewer übernahm. 2008 war er in Daniel Myricks Thriller Solstice auf der Leinwand zu sehen.
Im Dezember 2009 wurde er für die Serie Teen Wolf verpflichtet, in der er von 2011 bis 2014 als Derek Hale zu sehen war. 2017 kehrte er für drei Episoden der letzten Staffel zur Serie zurück.
Hoechlin war außerdem 2011 in der Komödie Alles erlaubt – Eine Woche ohne Regeln neben Owen Wilson und Christina Applegate als Baseballspieler zu sehen, mit dem Grace (Applegate) eine Affäre hat. Von 2016 bis 2019 war er in einigen Folgen der Fernsehserie Supergirl als Superman zu sehen. In derselben Rolle war er 2021 bis 2024 in seiner eigenen Serie Superman & Lois zu sehen.

## Filmografie (Auswahl)
- 1999: Family Tree
- 2001: Train Quest
- 2002: Road to Perdition
- 2003–2007: Eine himmlische Familie (7th Heaven, Fernsehserie)
- 2007: Grizzly Rage – Die Rache der Bärenmutter (Grizzly Rage, Fernsehfilm)
- 2007: CSI: Miami (Fernsehserie, Folge 6x06)
- 2008: Solstice
- 2009: My Boys (Fernsehserie, Folge 3x09)
- 2009: Castle (Fernsehserie, Folge 2x04)
- 2009: Lincoln Heights (Fernsehserie, zwei Folgen)
- 2011: Open Gate
- 2011: Alles erlaubt – Eine Woche ohne Regeln (Hall Pass)
- 2011–2014, 2017: Teen Wolf (Fernsehserie, 62 Folgen)
- 2016: Everybody Wants Some!!
- 2016–2019: Supergirl (Fernsehserie, sechs Folgen)
- 2018: Fifty Shades of Grey – Befreite Lust (Fifty Shades Freed)
- 2018–2019: The Flash (Fernsehserie, zwei Folgen)
- 2018, 2020: Arrow (Fernsehserie, zwei Folgen)
- 2018: Bigger – The Joe Weider Story
- 2018: The Domestics
- 2019: Another Life (Fernsehserie)
- 2019: Sag’s nicht weiter, Liebling (Can You Keep a Secret?)
- 2019: Then Came You
- 2019: Batwoman (Fernsehserie, Folge 1x09)
- 2020: Legends of Tomorrow (Fernsehserie, Folge 5x00)
- 2020: Palm Springs
- 2021–2024: Superman & Lois (Fernsehserie)
- 2023: Teen Wolf: The Movie

## Auszeichnungen (Auswahl)
- 2003: Saturn Award in der Kategorie Bester Nachwuchsdarsteller für Road to Perdition
- 2003: Young Artist Award in der Kategorie Bester Nachwuchsdarsteller für Road to Perdition
- 2003: Nominierung für den Critics’ Choice Movie Award in der Kategorie Bester Nachwuchsdarsteller für Road to Perdition
- 2003: Nominierung für den Phoenix Film Critics Society Award in der Kategorie Bester Nachwuchsdarsteller für Road to Perdition